# Neohypodiscus cerebrinus
Neohypodiscus cerebrinus är en svampart som först beskrevs av Fée, och fick sitt nu gällande namn av J.D. Rogers, Y.M. Ju & Læssøe 1994. Neohypodiscus cerebrinus ingår i släktet Neohypodiscus och familjen Boliniaceae.   Inga underarter finns listade i Catalogue of Life.